# Abelodon
Abelodon is een geslacht van uitgestorven peramuride zoogdieren in de clade Zatheria, die leefde tijdens het Barremien. Het is bekend van een enkele tand gevonden in de Koumformatie in Kameroen.

## Paleo-ecologie
Abelodon leefde naast verschillende archosauriërs in de Koumformatie, zoals ornithopode dinosauriërs als Ouranosaurus, theropoden als Spinosaurus en krokodilachtigen als Araripesuchus.